# Prix Charles-Lathrop-Parsons
Le prix Charles-Lathrop-Parsons (Charles Lathrop Parsons Award) est un prix généralement bisannuel qui récompense les services exceptionnels rendus par un membre de l'American Chemical Society (ACS). Il a été établi en 1952 et est nommé en l'honneur de son premier récipiendaire Charles Lathrop Parsons (en),.
Les récipiendaires sont choisis par le conseil d'administration de l'American Chemical Society parmi une liste d'au plus cinq personnes établie par le Committee on Grants and Awards. Ils ont la possibilité de remettre le prix deux années successives, à leur discrétion. La première a recevoir le prix est Mary L. Good en 1991.

## Récipiendaires
- 2021 : Ruth Woodall
- 2019 : Attila E. Pavlath[6]
- 2017 : John I. Brauman
- 2015 : Paul H. L. Walter[7]
- 2013 : Geraldine L. Richmond
- 2011 : Michael E. Strem[8]
- 2009 : Glenn A. Crosby and Jane L. Crosby[9]
- 2007 : S. Allen Heininger[10]
- 2005 : Marye Anne Fox
- 2003 : Zafra M. Lerman
- 2001 : Richard N. Zare
- 1999 : Mike McCormack
- 1995 : Alfred Bader
- 1993 : B. R. Stanerson[11],[12]
- 1991 : Mary L. Good[5]
- 1989 : Arnold O. Beckman
- 1987 : Norman Hackerman
- 1985 : Franklin A. Long
- 1983 : James G. Martin
- 1978 : Charles G. Overberger
- 1976 : William Oliver Baker
- 1974 : Russell W. Peterson
- 1973 : Charles C. Price
- 1970 : W. Albert Noyes Jr.
- 1967 : Donald F. Hornig
- 1964 : Glenn T. Seaborg
- 1961 : George B. Kistiakowsky
- 1958 : Roger Adams
- 1955 : James B. Conant
- 1952 : Charles Lathrop Parsons